# James Bond: The Stealth Affair
James Bond: The Stealth Affair  (ook wel Operation Stealth) is een computerspel dat werd ontwikkeld door Delphine Software International en uitgebracht door U.S. Gold. Het spel kwam in 1990 uit voor de Commodore Amiga, Atari ST en DOS. Het spel is een avonturenspel met een point-en-click interface. De speler speelt geheim agent James Bond (in de Europese versie John Glames) en moet plannen voor een F-19 vliegtuig zien te stelen uit Zuid-Amerika. 

## Platforms
| Platform | Jaar |
| -------- | ---- |
| Amiga    | 1990 |
| Atari ST | 1990 |
| DOS      | 1990 |

## Ontvangst
| Beoordeeld door                      | Platform | Datum          | Score |
| ------------------------------------ | -------- | -------------- | ----- |
| CU Amiga                             | Amiga    | september 1990 | 90%   |
| Zero                                 | DOS      | maart 1991     | 90%   |
| Amiga Joker                          | Amiga    | oktober 1991   | 87%   |
| Atari ST User                        | Atari ST | oktober 1990   | 84%   |
| Amiga Computing                      | Amiga    | november 1990  | 83%   |
| Joker Verlag präsentiert: Sonderheft | Amiga    | 1993           | 80%   |
| Power Play                           | Amiga    | oktober 1990   | 73%   |
| Amiga Power                          | Amiga    | mei 1991       | 67%   |
| Tilt                                 | DOS      | juli 1991      | 65%   |
| A Force for Good                     | DOS      | december 2007  | 40%   |